# Olivier Touzane
Olivier Touzane, né le 27 août 1973, est un joueur d'échecs français. Il est maître international d'échecs français. Il a participé au Championnat du monde de la Fédération internationale des échecs 2001-2002, remportant une partie contre la tête de série no 1 Viswanathan Anand au premier tour.
Touzane est maître international d'échecs en 1995. Il participe à plusieurs reprises au Championnat de France d'échecs des clubs.

## Carrière
Il est Champion de France d'échecs des jeunes en catégorie minimes en 1988. Il est diplômé de l'Institut de Culture et Sciences Physiques à Moscou, en Russie, de 1989 à 1990. Il est vainqueur du Crédit suisse Masters au Bahreïn en 1996.

### Championnat du monde FIDE 2002
N'étant pas un joueur habitué aux tournois internationaux, Touzane n'a pas eu beaucoup d'occasions de participer à un Championnat du monde d'échecs pour représenter la France. Cependant, en 2002, la Fédération mondiale des échecs a réservé 8 places aux joueurs via un tournoi en ligne. Touzane a terminé deuxième de ce tournoi et a remporté un billet pour le championnat du monde.
Possédant l'Elo le plus bas du tournoi, il joue contre la première tête de série du tournoi, Viswanathan Anand. Dans la première ronde, Touzane crée la surprise en battant Anand. Cependant, Anand égalise dans le deuxième match, puis l'emporte au départage.